# Giro del Belvedere 2009
Il Giro del Belvedere 2009, settantunesima edizione della corsa e valida come evento dell'UCI Europe Tour 2009 categoria 1.2U, si svolse il 13 aprile 2009 su un percorso di 154 km. Fu vinto dall'italiano Sacha Modolo che terminò la gara in 3h38'00", alla media di 42,385 km/h.
Partenza con 155 ciclisti, dei quali 53 si classificarono.

## Ordine d'arrivo (Top 10)
| Pos. | Corridore        | Squadra       | Tempo    |
| ---- | ---------------- | ------------- | -------- |
| 1    | Sacha Modolo     | Zalf-Dèsirèe  | 3h38'00" |
| 2    | Nicola Boem      | Team 2000     | s.t.     |
| 3    | Matteo Collodel  | Zalf-Dèsirèe  | s.t.     |
| 4    | Diego Zanco      | Trevigiani    | s.t.     |
| 5    | Fabio Felline    | De Nardi      | a 30"    |
| 6    | Oleg Berdos      | Brisot        | s.t.     |
| 7    | Egor Silin       | Russia        | s.t.     |
| 8    | Leigh Howard     | AIS           | a 40"    |
| 9    | Peter Sagan      | Dukla Trencin | s.t.     |
| 10   | Ruslan Tileubaev | Kazakistan    | s.t.     |